# Heinz Lange
Heinz Lange (* 5. November 1914 in Politz, Bezirk Tetschen, Böhmen; † 29. Januar 1985) war ein deutscher Politiker und Vertriebenenfunktionär. Er war von 1954 bis 1975 Mitglied des nordrhein-westfälischen Landtages und dort von 1969 bis 1970 Vorsitzender der FDP-Fraktion. Aufgrund der Ostpolitik der sozialliberalen Koalition verließ er die FDP, war Mitbegründer der kurzlebigen Nationalliberalen Aktion und von 1971 bis 1974 Landesvorsitzender der Kleinstpartei Deutsche Union in NRW. Dann schloss er sich der CDU an. Lange war von 1959 bis 1983 Bundesvorsitzender des sudetendeutschen Witikobundes.

## Leben und Beruf
Nach dem Besuch der Volksschule und dem Abitur am Gymnasium nahm Lange ein Studium der Rechts- und Staatswissenschaften an den Universitäten in Leipzig und Prag auf, das er mit der Promotion beendete. Anschließend arbeitete er als Kaufmann in der Industrie. Er war ab 1939 in Reichenberg gemeldet, zog 1942 nach Röchlitz bei Reichenberg um und lebte ab Ende November 1943 in Mülheim an der Ruhr bzw. auch in Bochum.
Er nahm als Angehöriger der Waffen-SS in der SS-Division „Das Reich“ am Zweiten Weltkrieg teil und verbrachte zwei Jahre in Kriegsgefangenschaft.
Nach seiner Entlassung aus der Kriegsgefangenschaft ging er zurück nach Mülheim an der Ruhr. Hier wurde er erneut als Industriekaufmann angestellt. Weiterhin war er Mitglied der Bundesversammlung der Sudetendeutschen Landsmannschaft und fungierte von 1959 bis 1983 Bundesvorsitzender des Witikobundes.

## Partei
Lange war Oberbannführer der Hitlerjugend (HJ) und wurde am 1. Januar 1936 Mitglied der NSDAP (Mitgliedsnummer 3.578.197). Ferner trat er der SS bei (SS-Nummer 400.010), in der er am 20. April 1941 zum Untersturmführer befördert wurde. 
Lange trat 1950 in die FDP ein, war Vorsitzender des FDP-Bezirks Ruhr-West und wurde in den Landesvorstand der FDP Nordrhein-Westfalen gewählt. Von 1952 bis 1954 war er Landesvorsitzender der Deutschen Jungdemokraten (DJD). Er war 1970 Mitbegründer der Nationalliberalen Aktion (NLA), wechselte 1971 zur Deutschen Union (DU) über und war bis 1974 deren Landesvorsitzender in Nordrhein-Westfalen. Später schloss er sich der CDU an.

## Abgeordneter
Lange gehörte dem Nordrhein-Westfälischen Landtag von 1954 bis 1975 an, war dort von 1966 bis 1969 zunächst stellvertretender Vorsitzender und von Oktober 1969 bis Juli 1970 dann Vorsitzender der FDP-Fraktion. Anfang der 1970er Jahre wurde er in die CDU-Fraktion aufgenommen.